# Aplocheilichthys rudolfianus
AplocheIlyichthys rudolfianus là một loài cá thuộc họ Poeciliidae. Nó là loài đặc hữu của Kenya. Môi trường sống tự nhiên của chúng là hồ nước ngọt.